# Næturvaktin
Næturvaktin (dosł. nocna zmiana) – islandzki komediowy serial telewizyjny, pierwsza część trylogii, na którą składają się jeszcze seriale Dagvaktin (dosł. dzienna zmiana) oraz Fangavaktin (dosł. więzienna zmiana). Serial został po raz pierwszy wyemitowany w 2007 w islandzkiej stacji telewizyjnej Stöð 2. W tym samym roku serial otrzymał nagrodę filmową Edda za najlepszy serial telewizyjny i został wybrany najbardziej popularnym serialem telewizyjnym w głosowaniu przeprowadzonym wśród widzów. Jednego z trzech głównych bohaterów serialu, Georga Bjarnfreðarsona, gra Jón Gnarr. 
Trylogię telewizyjną dopełnia pełnometrażowy film Bjarnfreðarson, którego premiera odbyła się w grudniu 2009 roku. Film odniósł sukces komercyjny. W kinach zobaczyło go ponad 20% mieszkańców Islandii, a podczas pierwszego weekendu wyświetlania w kinach cieszył się on większą popularnością niż światowy hit Avatar. W 2010 roku Bjarnfreðarson otrzymał w sumie 11 nominacji do islandzkich nagród filmowych Edda i zdobył 6 statuetek, w tym za najlepszy film.
Poza Islandią serial emitowany był w 2011 r. w Wielkiej Brytanii przez stację BBC Four i w 2012 roku w Peru przez Panamericana TV w ramach serii Wonders of Iceland. Serial nie powtórzył jednak sukcesu ze swojego macierzystego kraju i spotkał się z umiarkowanie negatywnym przyjęciem krytyków telewizyjnych. Od 19 października 2015 będzie emitowany w Polsce na BBC HD i AXN
Serial został wydany na płytach DVD w wersji z napisami w języku angielskim. 

## Zarys fabuły
Næturvaktin przedstawia życie trzech pracowników nocnej zmiany na stacji benzynowej Shell w Reykjavíku, która jest głównym miejscem akcji. Centralną postacią serialu jest Georg Bjarnfreðarson (Jón Gnarr), kierownik zmiany, ekscentryczny i władczy formalista o lewicowych przekonaniach, miłośnik Szwecji i zdrowej żywności. Jego podwładnym jest Ólafur Ragnar Hannesson (Pétur Jóhann Sigfússon), który marzy o sławie i karierze muzycznej. Mimo że jest pracownikiem o najdłuższym stażu niemal zawsze wykonuje wszystkie, nawet najbardziej absurdalne polecenia Georga. Ostatni z trójki głównych bohaterów to nieśmiały i introwertyczny Daníel Sævarsson (Jörundur Ragnarsson), który rzuca studia medyczne i rozpoczyna pracę na stacji na początku serialu.